# Außerkasten

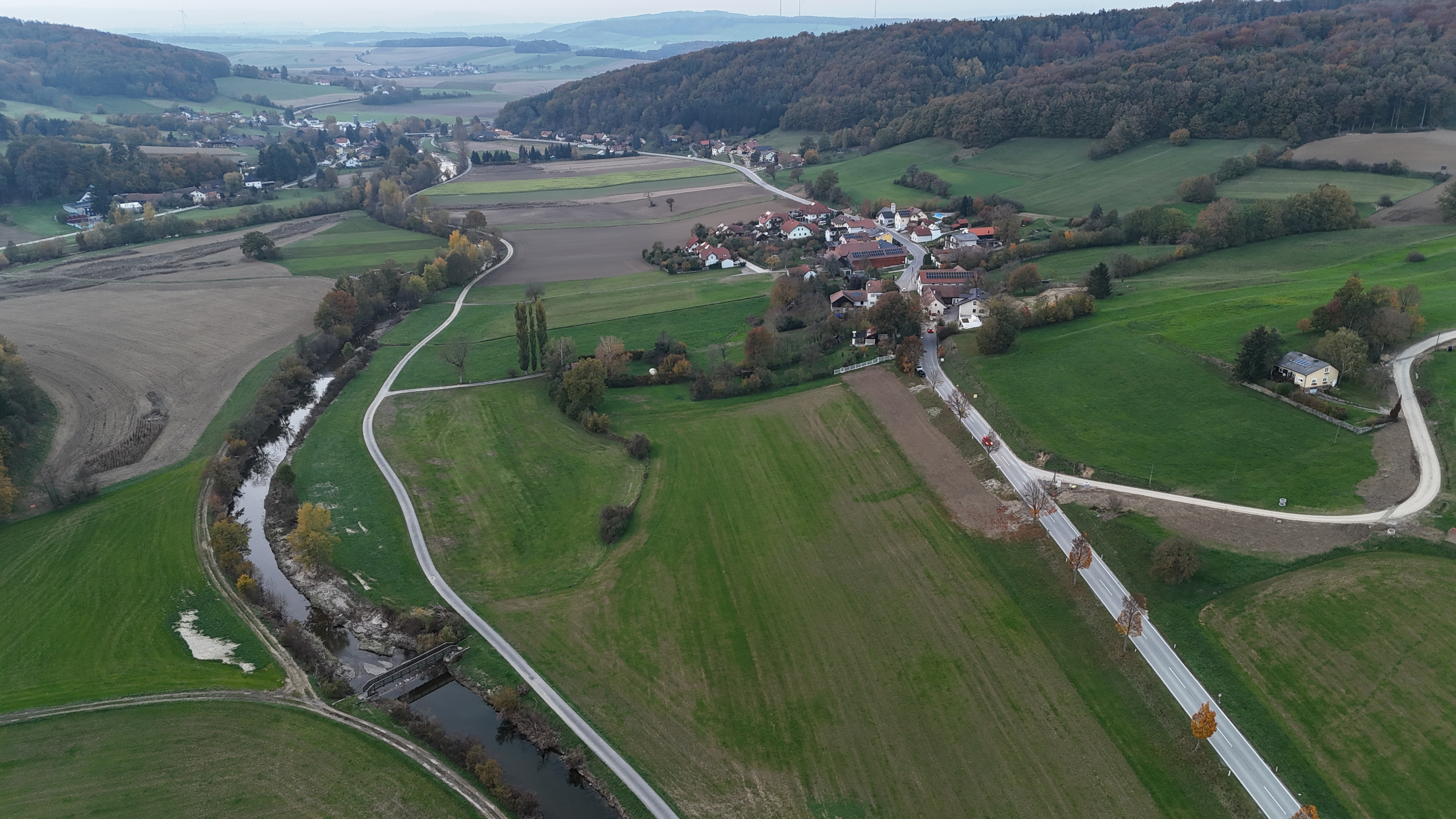

Außerkasten ist eine Ortschaft und Katastralgemeinde in der Marktgemeinde Böheimkirchen, Niederösterreich.

## Geografie
Das Dorf Außerkasten befindet sich fünf Kilometer südöstlich von Böheimkirchen, knapp südöstlich von Furth, und ist über die Landesstraße L110 erreichbar. Zur Katastralgemeinde gehören auch die Streusiedlung Hagenau, die Kirchensiedlung St. Peter und einige Einzellagen. Am 1. Jänner 2025 zählte die Ortschaft 105 Einwohner.

## Geschichte
Im Franziszeischen Kataster von 1821 ist Außerkasten als Straßendorf verzeichnet. Laut Adressbuch von Österreich waren im Jahr 1938 in Außerkasten ein Binder, ein Gemischtwarenhändler und einige Landwirte ansässig, darunter das Gut Angerhof und das Gut Hagenau.

## Kultur und Sehenswürdigkeiten
- Katholische Filialkirche Außerkasten hll. Peter und Paul